# Electric Skies
Electric Skies ist das Debütalbum der US-amerikanischen Progressive-Metal-Band Event. Es erschien im Jahr 1998 bei Rising Sun Records.

## Entstehung und Veröffentlichung
Ein Jahr nach der Gründung am Berklee College of Music nahm die Band ihr Debütalbum auf. Es wurde von Shaun Michaud produziert. Eine erste Auflage erschien noch unter dem ursprünglichen Bandnamen Mystic Fishook. Es finden sich widersprüchliche Angaben darüber, ob Electric Skies 1998 oder 1999 auf den Markt kam.

## Titelliste
1. Perfect Illusion – Mirror Image – 6:09
2. Weatherman – 4:20
3. Tall Bizarre – 4:20
4. Muddy Water – 3:41
5. Tundra – 3:57
6. Walk On – 4:11
7. Aimless – 3:32
8. The Anger – 3:40
9. Full of Stars – 3:19
10. Electric Skies – 4:43

## Stil
Event spielen auf dem Album originellen Progressive Metal mit Fusion-Einflüssen, vielen Breaks und Soli sowie elektronischen Effekten. Während Instrumentierung und Arrangements also technisch virtuos sind, bleiben die Liedstrukturen weitgehend geradlinig. Der Gesang ist melodiös und oft mehrstimmig.

## Rezeption
Das Album wurde von der Presse überwiegend positiv aufgenommen und Event wurden zu vielversprechenden Newcomern des Genres erklärt. Boris Kaiser vom Rock Hard lobt: „Zwar frickeln auch EVENT, als wäre ein nur mit Hunderten von Breaks zu vertreibender Leibhaftiger hinter ihnen her, dennoch schafft es das junge Four-Piece, den (überraschend kurzen) Songs dermaßen viel Leben einzuhauchen, daß man sich an beste Sieges Even-Zeiten erinnert fühlt.“ Für Jörg Graf von den Babyblauen Seiten ist es ein Album, das „im ganzen überzeugt und keine zwiespältigen Gefühle hinterlässt. Der Mix aus furztrockenen, harten Riffs, Krummtakten und Synthieloops, verpackt in eher kurze Einheiten, entpuppt sich als sehr delikates Fingerfood. Dazu kommen noch viele kleine weitere Aspekte, die die Häppchen veredeln wie Fusion-Anleihen, schräge Frickeleien, mehrstimmiger Gesang – die Ideen sprudeln nur so in die Songs.“ Das eclipsed-Magazin nahm Electric Skies in seine Liste der Progmetal-Meilensteine auf.